# Coleophora fuscoaenea
Coleophora fuscoaenea é uma espécie de mariposa do gênero Coleophora pertencente à família Coleophoridae.